# Bjugn

Wappen von Bjugn

Bjugn war eine Kommune auf der Halbinsel Fosen im Fylke Trøndelag in Mittelnorwegen. Im Zuge der Kommunalreform in Norwegen wurde Bjugn zum 1. Januar 2020 mit Ørland zusammengelegt.
Auf einer Fläche von 384 km² lebten 4904 Einwohner (Stand: 1. Januar 2019). Die Kommunennummer war 5017.
Verwaltungssitz der Kommune war Botngård; daneben umfasste sie die Dörfer Lysøysund, Olden, Teksdal, Jøssund, Vallersund, Tørrem, Oksvoll, Nes, Tarva, Klakken, Ervika, Eide, Høybakken, Stallvik und Elveng.
Bjugn ist der Geburtsort des Jazzmusikers Nils-Olav Johansen. Die örtliche Eissporthalle war 2014 Austragungsort der Junioren-Weltmeisterschaften im Eisschnelllauf.

## Wirtschaft
Im November 2006 wurden auf der Halbinsel Valsneset nördlich von Botngård im Valsneset Vindpark fünf Windenergieanlagen für den Trondheimer Energieversorger TrønderEnergi errichtet. Hier befindet sich ebenfalls Norwegens erstes und einziges Testfeld für Windenergieanlagen, auf dem das Institut Viva AS als Tochterunternehmen des Instituts für Energietechnik aus Kjeller eine kleine Versuchswindenergienanlage betreibt und weitere Anlagen plant.

## Militär

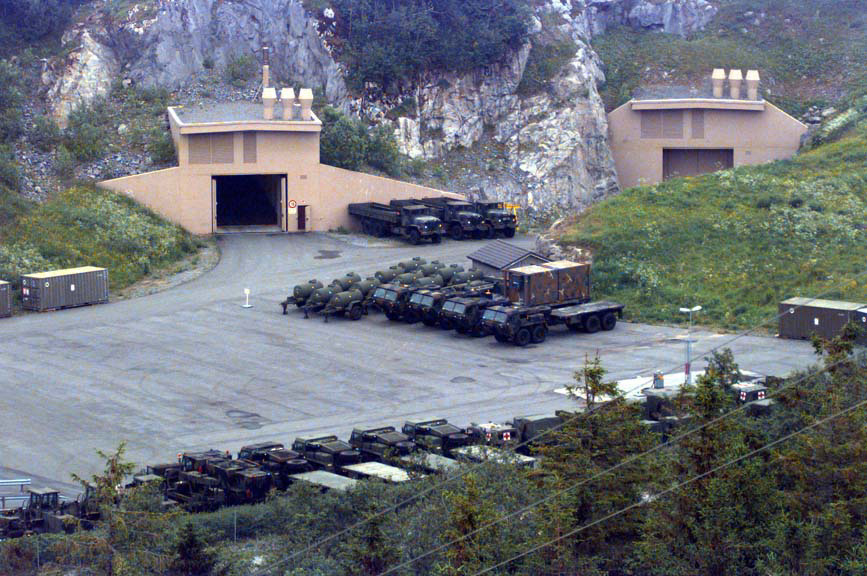
Einer der Eingänge zu den Lagerhöhlen des Marine Corps Prepositioning Program-Norway von Bjugn im Jahr 1997

In Bjugn befindet sich einer der Eingänge zu den Lagerhöhlen des Marine Corps Prepositioning Program-Norway.